# Брухвайлер
Брухвайлер (нім. Bruchweiler) — громада в Німеччині, розташована в землі Рейнланд-Пфальц. Входить до складу району Біркенфельд. Складова частина об'єднання громад Геррштайн.
Площа — 8,13 км2. Населення становить 511 ос. (станом на 31 грудня 2020).

## Галерея

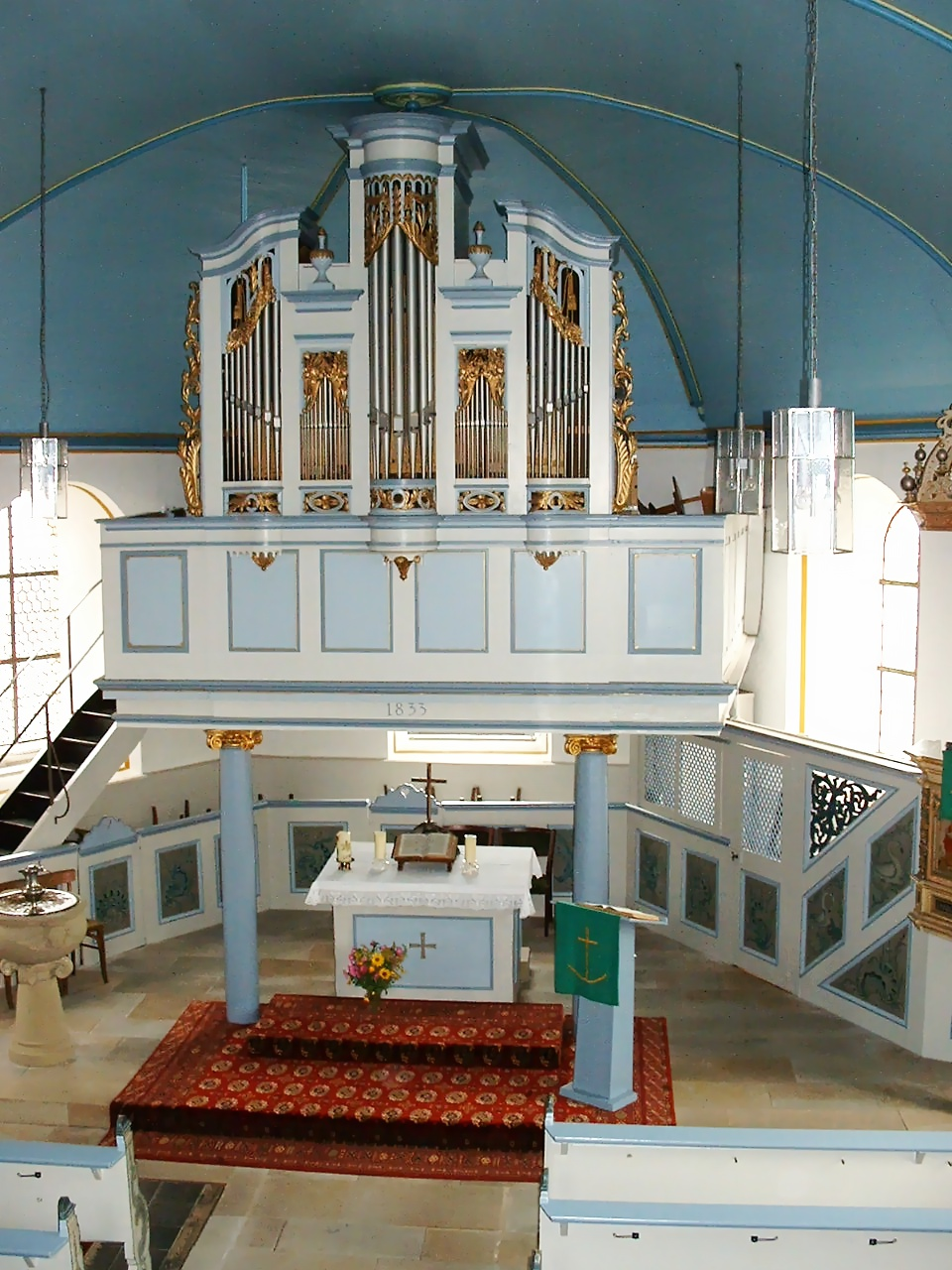